# アルペジョーネソナタ
アルペジョーネとピアノのためのソナタ イ短調 D821は、フランツ・シューベルトが1824年11月にウィーンで作曲した室内楽曲である。

## 解説
このソナタは、アルペジョーネのための作品の中では唯一広く知られている作品である。本作は、弦楽四重奏曲「死と乙女」と同時期の作品であり、当時シューベルトは梅毒の進亢に苛まれ、度々の抑鬱症の発作に見舞われてもいた。
本作はアルペジョーネが発明された翌年に作曲された。おそらくは、アルペジョーネの演奏に通じていた知人ヴィンツェンツ・シュースターから、委嘱を受けてのことと考えられている。作品がシューベルトの死後1871年に出版されるまでに、アルペジョーネ自体が愛好されなくなり姿を消していた。こんにちこの作品はもっぱらチェロ・ソナタないしはヴィオラ・ソナタに編曲して演奏されている。また時折コントラバスやギターがアルペジョーネの代役を果たすこともある。
次の3つの楽章から成る。演奏時間は30分弱。
- 第1楽章：Allegro moderato
- 第2楽章：Adagio
- 第3楽章：Allegretto

## 現代の演奏
アルペジョーネは復元されているが、奏者が乏しくほとんど実演は行われていない。そのため、チェロやヴィオラなどを始めとして他の楽器への編曲が多く行われている。
編曲に際し苦慮される点は、チェロやヴィオラがアルペジョーネに比べて音域が狭いことである。6弦のアルペジョーネに対して上記の楽器のほとんどは4弦であり、そのためアーティキュレーションを手直ししなければならない。提示部末尾には6弦全部をピッチカートする指示があり、4弦しかないチェロやヴィオラではこの部分の忠実な再現はできない。また、アルペジョーネはフレットがつけられているため、高音域の演奏が容易であり、これも現代の奏者を悩ませている。5弦のピッコロチェロ（ヴィオロンチェロ・ダ・スパッラ）ならば音域は同一になるが、フレットはない。ヴィオラを5弦にし、その5弦目をEに調弦することで、原作に近づける試みもある。
ギターやマンドロンチェロで演奏を行うことは可能だが、やはり原曲は「弓奏」であり、シューベルトの意図とは異なる。ほかの楽器で代用しても原作の触感には敵わないので、この楽曲のためだけにアルペジョーネを復元し、チェロ奏者が担当することも現代では行われている。

## 著名な編曲
- ガスパール・カサド - チェロ協奏曲 イ短調
- イェラン・セルシェル - ヴァイオリンとギターのための二重奏ソナタ版